# Michael Bierut
Michael Bierut (Cleveland, 1957) è un designer statunitense.

## Biografia
Studia grafica alla University of Cincinnati's College of Design, Architecture, Art and Planning. Viene assunto al Vignelli Associates di Massimo e Lella Vignelli, di cui diventerà più tardi vice presidente.
Dal 1990 entra nel gruppo dello studio di design Pentagram di Londra come creativo di identità aziendali e soluzioni grafiche editoriali.
I suoi lavori sono esposti nei musei permanenti più importanti, come il Museum of Modern Art di New York e di San Francisco, il Library of Congress di Washington, l'Art Museum di Denver, il Museum für Kunst und Gewerbe di Amburgo e il Museum für Gestaltung Zurigo.
Dal 1998 al 2001 è presidente dell'American Institute of Graphic Arts (AIGA). È attualmente critico di graphic design alla Yale School of Art. Attualmente redige anche il blog Design Observer insieme con Rick Poynor, William Drenttel e Jessica Helfand